# Мочварски путер
Мочварски путер је древна воскаста супстанца пронађена закопана у тресетним мочварама, посебно у Ирској и Шкотској. Вероватно је то  стари начин прављења и чувања путера, неке тестиране грудвице мочварског путера су биле направљене од млека, док су друге направљене од животињске масти. 
Мочварски путер је пронађен закопан у некој врсти дрвеног контејнера, као што су канте, кригле, бурад, посуде и бућке за путер . Животињског је порекла, а познат је и као бутирелит . До 2003. научници и археолози нису били сигурни у порекло садржаја мочварског путера. Научници који раде на Универзитету у Бристолу открили су да су неки узорци "путера" били масног / лојног порекла, док су други били млечног порекла.   
У Ирској, пракса сахрањивања мочварског путера датира из првог века нове ере, где је мочварски путер пронађен у округу Мит . Дана 28. априла 2011, у штампи су изашли извештаји о проналаску од приближно 50 kg (110 lb) барског путера у Туламору, округа Офали.  Пронађен је у резбареној дрвеној посуди 30 cm (1 ft) пречника и 60 cm (2 ft) висине, био је закопан на дубини од 23 m (75 ft),  и још увек се осећао слаб мирис млека.  У Шкотској, пракса закопавања мочварског путера датира из 2. или 3. века нове ере.
Мочварски путер био је произведен закопавањем путера или других масти у тресетишту након затварања у дрвену посуду, мада облагање овог последњег бешиком од јелење коже  или слојевима биљних влакана  није било неуобичајено. Контејнери су имали тенденцију да буду добро затворени, са конвексном површином, можда да би се спречило накупљање и стагнација воде у директном контакту са амбалажом и/или садржајем. 
Оригиналне мотивације за прављење мочварског путера су нејасне. Једна широко распрострањена теорија је да су прехрамбени производи закопавани у мочварама да би се спречило кварење. Тресетишта, с обзиром да су ниске температуре, мало кисеоника, високо кисела средина, имају одлична својства конзервације. Експерименти које је спровео истраживач Даниел Ц. Фисхер показали су да је број патогена и бактерија у месу закопаном у тресетним мочварама до две године био упоредив са нивоима пронађеним у контролним узорцима ускладиштеним у модерном замрзивачу,  што сугерише да би ово могао бити ефикасан метод конзервације.
Алтернативна хипотеза је „примитивна обрада хране“: могуће је да су „хемијске реакције у земљишту помогле да се храна трансформише у укусније производе него што би се могло направити свеже“  — посебно имајући у виду одсуство соли у мочварским путерима — или да повећају расположиви садржај хранљивих материја.  У традиционалним кухињама, закопавање је прилично чест корак у припреми високо покварљивих намирница као што су месо и млечни производи; примери укључују вековна јаја (Кина), гравад лак (Скандинавија), хакарл (Исланд), инуитска јела игунак и кивиак и марокански смен .  Савремени експерименти у прављењу мочварског путера дају производ који се чини стеченог укуса, са „нотама укуса које су описане пре свега као 'животињски' или 'дивљач', 'маховина', 'функи', 'опор' и 'салами'. Ове карактеристике су свакако далеко од кремасте киселости, али је посебно пронађена у свежој и оштрој култури кухиње. јела, на сличан начин као одлежани гхее “ 
Пракса закопавања путера и других масти такође је могла настати као стратегија за заштиту виталних намирница од лопова и/или освајача. На пример, у раносредњовековној Ирској, нема сумње да је путер био луксузна храна, са правним текстовима који су пажљиво оцртавали количину путера коју су припадници сваке социо-економске класе имали право да конзумирају.  ‍:254–5Ипак, путер је такође имао бројне, широко распрострањене не-кулинарске употребе као што су плаћање пореза, закупнина и казни; олакшавање гостопримства; брига о болесним и немоћним; и јачање друштвених веза.  ‍:254–6Повремено, путер може имати и мање престижну примену, укључујући хидроизолацију и прављење свећа или чак цемента.  Учесталост глади и епидемија животиња захтевала би развој техника складиштења за заштиту овог важног производа.  ‍:254Могуће је да многе залихе никада нису враћене због непријатељске окупације.